# Psychikon
Psychikon (greacă Ψυχικό) Psyhiko, Psihiko Psychikon, Psyhikon, Psykhikon, Psihikon, Psikhikon este un oraș în Grecia în prefectura Atena.
- Locație: 38°0′34″N 23°46′5″E / 38.00944°N 23.76806°E
- Altitudine: 180, 190 (cen.), 200 m
- Cod oștal: 115 xx, 154 xx

## Populație
| An   | Populație | Densitate     |
| ---- | --------- | ------------- |
| 1981 | 10 775    | 3 591,667/km² |
| 1991 | 10 592    | 3 530,667/km² |

|           | Nord: Neo Psychiko    |                                |
| : Galatsi | Psychiko              | : Agia Paraskevi and Cholargos |
|           | Sud: Filothei, Atena? |                                |

## Personalități născute aici
- Constantin al II-lea (n. 1940), fost rege al Greciei.